# 奧爾諾皮倫火山
41°52′28″S 72°25′53″W / 41.87444°S 72.43139°W

奧爾諾皮倫火山是位於一座智利中部的火山，由湖大區負責管轄，屬於安第斯山脈的一部分，海拔高度1,572米，最近一次火山噴發在1835年發生，人類在1872年首次成功登奧爾諾皮倫火山頂。